# Carlo Aquino
Carlo José Liwanag Aquino (3 de septiembre de 1985, Ciudad Quezón), conocido artísticamente como Carlo Aquino. Es un actor y cantante filipino, vocalista de la banda Kollide. Anteriormente firmó un contrato exclusivo con la cadena televisiva ABS-CBN del programa Magic Star, aunque actualmente participa y realiza conciertos en la red de GMA. Él interpretó a su personaje llamado Óscar en la serie "Sinasamba Kita", que fue difundida por la red televisiva de GMA.

## Filmografía

### Televisión
| Año       | Título del programa                              | Personaje                    | TV Network  |
| 2015      | Flordeliza                                       | Arnold                       | ABS-CBN     |
| 2010      | Diva                                             | Joe                          | GMA Network |
| 2010      | MMK "Bimpo"                                      | Nitoy                        | ABS-CBN     |
| 2010      | Midnight DJ                                      | Guest Cast                   | TV5         |
| 2010      | Panday Kidz                                      | Elvin (guest)                | GMA Network |
| 2009      | Tinik Sa Dibdib                                  | Ruden                        | GMA Network |
| 2009      | Dapat Ka Bang Mahalin?                           | Philippe "Phil" Bautista     | GMA Network |
| 2009      | Daisy Siete                                      | Larry                        | GMA Network |
| 2009      | Totoy Bato                                       | Teen Totoy                   | GMA Network |
| 2008      | Maging Akin Ka Lamang                            | Ernie Balboa                 | GMA Network |
| 2008      | Rakista                                          | Caloy Eugenio                | TV5 Network |
| 2007      | Mga Kuwento ni Lola Basyang:Ang Kastilyong Bakal | Prinsipe Agaton              | GMA Network |
| 2007      | SiS                                              | himself                      | GMA Network |
| 2007      | Sinasamba Kita                                   | Oscar                        | GMA Network |
| 2006      | Maynila                                          | Nestor                       | GMA Network |
| 2006-2007 | Makita Ka Lang Muli                              | Leo                          | GMA Network |
| 2006      | Bituing Walang Ningning                          | Norman "Oman" Fidel Gonzales | ABS-CBN     |
| 2006      | My Guardian Abby                                 | Larry                        | QTV Network |
| 2005      | Ganda ng Lola Mo                                 | guest                        | QTV Network |
| 2005      | Qpids                                            | himself                      | ABS-CBN     |
| 2004-2005 | Krystala                                         | Giwal                        | ABS-CBN     |
| 2003      | Ang Tanging Ina                                  | Dimitri/Tri Montecillo       | ABS-CBN     |
| 2002-2003 | Berks                                            | Aries                        | ABS-CBN     |
| 2001-2002 | Sa Puso Ko, Iingatan Ka                          | Eman dela Cruz               | ABS-CBN     |
| 2001-2000 | Pahina                                           | Balt/Baltazar                | ABS-CBN     |
| 1999-2002 | G-mik                                            | Justin "Jun-Jun" Dela Cruz   | ABS-CBN     |
| 1998-1999 | Cyberkada                                        | himself                      | ABS-CBN     |
| 1995-1998 | Kaybol (Ang Bagong TV)                           | himself                      | ABS-CBN     |
| 1994-1995 | Familia Zaragoza                                 |                              | ABS-CBN     |
| 1992      | Ang TV                                           | himself                      | ABS-CBN     |

### Películas
| Año  | Título                                 | Personaje                 |
| 2008 | Ang Tanging Ina Ninyong Lahat          | Dimitri/Tri Montecillo    |
| 2008 | Baler                                  | Gabriel Reyes             |
| 2008 | Carnivore                              | Lino Lucero               |
| 2005 | Tuli                                   | Nanding                   |
| 2005 | Sa Aking Pagkagising Mula sa Kamulatan | Rey                       |
| 2004 | Mano Po III: My Love                   | Young Michael             |
| 2003 | Ang Tanging Ina                        | Dimitri/Tri Montecillo    |
| 2002 | Jologs                                 | Cameo role as Party Guest |
| 2001 | Bagong Buwan                           | Rashid                    |
| 2001 | Minsan May Isang Puso                  | Boyet                     |
| 2000 | Sugatang Puso                          | Sonny                     |
| 2000 | Daddy O! Baby O!                       | Odi                       |
| 1999 | Alyas Pogi 3                           | Paris                     |
| 1999 | Kahapon, May Dalawang Bata             | Marlito                   |
| 1998 | Hiling                                 |                           |
| 1998 | Bata, bata... Paano ka ginawa?         | Ojie                      |
| 1997 | I do, I die (Dyos ko day)              |                           |
| 1997 | Kokey                                  | Bong                      |
| 1996 | Magic Temple                           | Young Jubal               |
| 1996 | Ang TV Movie: The Adarna Adventure     |                           |
| 1996 | Cedie                                  |                           |

## Premios
- Bata, bata ... Paano ka ginawa?
  - FAMAS 1999: Mejor Actor Infantil (ganar)
  - Premios PAF 1999: Mejor actor de reparto (ganar)
  - Gaward Urian 199: Mejor actor de reparto (nominado)
  - Premios Estrella de películas PMPC 1999: Intérprete del Año Niño (ganar)

Minsan *de mayo de Isang Puso
- - Gawad Urian 2002: Mejor actor (nominado)